# Диего Милито
Диего Алберто Милито (с прякор „El Principe“, Принца) (роден на 12 юни 1979 г. в Бернал, Аржентина) е бивш аржентински футболист, нападател.

## Кариера

### Интер
Преминава в „нерадзурите“ от ФК Дженоа за сумата от 25 млн. евро (в нея влиза и сумата за Тиаго Мота), като до 3 март 2010 има 24 мача и 15 гола с екипа на италианския шампион в Серия А. Принца се разписва за първи път в официален мач за новия си тим при победата с 4-0 в дербито на Милано над градския съперник - Милан. На 13 септември 2009 г. той вкарва и втория си гол със синьо-черната фланелка при победата на шампионите с 2:0 над ФК Парма отново на стадио „Джузепе Меаца“. Следващите му два гола за Интер са при обрата над отбора на Каляри 1-2. С тези две попадения, Милито става номер 1 в историята на Серия А с 28 гола в 35 мача, което прави средно по 0,8 гола на мач. Следващия му гол е във вратата на Наполи за 2:0, след като камерунската перла Самюел Ето'о открива резултата още в първата минута. Диего след това претърпява контузия, като отсъства около месец от терените, но още със завръщането си отбеляза изключително важен гол – Интер води на Палермо 4:0, но допуска резултата да стане 4:3. Тогава на терена се появи Милито, който успокоява тифозите с 5-и гол във вратата на водения от Валтер Дзенга отбор. Принца отбеляза и първия гол във вратата на Ливорно, при успеха на Интер с 2:0 като гост. Това е негов 7-и гол за 9 изиграни мача в текущия сезон на Серия А. На 4 ноември Милито реазлизира може би най-важния си гол за сезона при резултат 1:0 за Динамо Киев срещу Интер в Украйна, който почти сигурно изхвърля шампионите на Италия от турнира Шампионска лига, аржентинеца изравнява резултата в 86-а минута. Този гол дава крила на съотборниците му, защото в 90-а минута Уесли Снейдер прави резултата 2:1 в полза на Интер и така преминаването в 1/8 финалите на турнира е почти сигурно. „Принцът на Италия“ реазлизира за 1:0 във вратата на Милан за крайната победа с 2:0 във второто дерби на Милано за сезона – мач който Интер печели въпреки че остава с 9 души на терена.
Диего Милито вкарва изключително важен гол за 1:0 срещу Челси в 1/8-финалите на Шампионската лига на 24 февруари 2010 година. Мач, завършил 2:1 в полза на италианския тим, след голове още на Естебан Камбиасо за Интер и на Саломон Калу за Челси. Няколко дни по-късно Милито поразява и вратата на Удинезе за победата с 3:2 в полза на Интер.
На полуфинала в Шампионска лига срещу отбора на настоящия европейски шампион - ФК Барселона, Милито асистира за двете попадения на своя отбор и отбелязва третия гол за крайното 3-1.
През първия си сезон в Интер, Диего Милито вкарва жизненоважни голове, както в Серия А, така и в турнира за Копа Италия (включително и победния гол на финала срещу отбора на Рома), а в шампионската лига дори се разписва във всяка една от елиминационните фази, както и разбира се на самия финал. На финала на Шампионска лига, на 22 май в Мадрид, вкарва и двата гола за победата на Интер срещу Байерн Мюнхен с 2-0.

## Отличия

### Отборни
Расинг Клуб
- Аржентинска Примера дивисион: Апертура 2001, Трансисион 2014

Интер
- Серия А: 2009/10
- Копа Италия: 2010,[2] 2011[3][4]
- Суперкопа Италиана: 2010[5]
- Шампионска лига: 2010[6]
- Световно клубно първенство на ФИФА: 2010[7][8]

### Индивидуални
- Герин д'Оро: 2008/09[9]
- Шампионска лига 2010 финал: Играч на мача[10]
- УЕФА Нападател на годината: 2009/10
- УЕФА Футболист на годината: 2009/10[11]
- Серия А Футболист на годината: 2009/10[9]
- Серия А Чужденец на годината: 2009/10[9]
- ФИФА ФИФПро Световни XI Номинация: 2009, 2010[12]